# Лиляна Тонева
Лиляна Асенова Тонева е известен културен, просветен и профсъюзен деец от град Шумен.

## Биография
Родена е на 10 ноември 1938 г. Тя е дългогодишен директор на Дома на културата, директор на Дирекция „Музика", секретар на Клуба на културните дейци в Шумен, ръководител на рецитали и групи за художествено слово, учител, читалищен и профсъюзен деятел, член на общинското ръководство на организацията на пенсионерите, общински съветник, автор и водещ на предавания в Телевизия „Шумен“, поетеса. За нейната всеотдайна професионална, творческа и обществена дейност тя е наградена с ордени „Св. св. Кирил и Методий“ I и II степен . Заради своята неуморна работа и за големи заслуги към духовния живот на Шумен и във връзка с нейния 70-годишен юбилей през 2008 година е удостоена с най-високото звание в града „Почетен гражданин на Шумен" . Признание за заслугите ѝ към града са поздравителните адреси, които получава от общинското ръководство и след прекратяване на активната си трудова и творческа дейност по повод на кръгли годишнини. 

През последните няколко години от живота ѝ ендокринно заболяване я приковава на легло и за нея се грижи социален асистент. Умира на 18 март 2016 г. в Шумен на 77 години и е погребана на 19 март в гробищния парк в алеята на видните шуменци. 